# Foumban
Foumban város Kamerunban, a Nyugati tartományban. Lakossága 84 ezer fő volt 2005-ben.
A bamum (bamun, bamoun) nép kulturális központja.
Kereskedelmi központ. A város környékén a fő mezőgazdasági tevékenységek a kávé, olajpálma, kakaó, dohány termesztés, a szarvasmarha tenyésztés. Jelentős még a kézműves ipar és a turizmus.
Főbb látnivalók a szultáni palota, a mecset, a hagyományos művészetek múzeuma. A múzeum körül nagy számú kereskedő próbálja eladni a kézműves tárgyait, ősi és modern alkotások utánzatait.

## Fordítás
- Ez a szócikk részben vagy egészben  a   Foumban című angol Wikipédia-szócikk fordításán alapul.  Az eredeti cikk szerkesztőit annak laptörténete sorolja fel. Ez a jelzés csupán a megfogalmazás eredetét és a szerzői jogokat jelzi, nem szolgál a cikkben szereplő információk forrásmegjelöléseként.